# Mycetophila spinosa
Mycetophila spinosa är en tvåvingeart som beskrevs av Freeman 1951. Mycetophila spinosa ingår i släktet Mycetophila och familjen svampmyggor. Inga underarter finns listade i Catalogue of Life.